# British-Airtours-Flug 28M
Koordinaten: 53° 21′ 4″ N, 2° 16′ 54″ W
British-Airtours-Flug 28M war ein Charterflug, der am 22. August 1985 Urlauber von Manchester auf die griechische Ferieninsel Korfu bringen sollte. Das linke Triebwerk der Boeing 737-236 Advanced fing beim Start Feuer. Die Piloten konnten den Startvorgang abbrechen, jedoch starben 53 Passagiere und zwei Besatzungsmitglieder noch während der Evakuierung auf dem Rollfeld.

## Flugzeug und Crew
Bei der verunglückten Maschine handelte es sich um eine vier Jahre alte Boeing 737-236 Advanced, die mit zwei Triebwerken des Modells Pratt & Whitney JT8D ausgerüstet war. Die Boeing der British Airtours absolvierte bis zum Unglück 12.977 Flugstunden bei 5.907 Landungen.
Kapitän des Fluges war der 39 Jahre alte Peter Terrington, der über 8.400 Stunden Flugerfahrung verfügte, davon über 1.200 auf der Boeing 737. Copilot war der 52-jährige Brian Love, der über 12.000 Flugstunden absolviert hatte, jedoch nur 345 auf der Boeing 737. Zur Crew gehörten noch drei Flugbegleiterinnen und ein Flugbegleiter.

## Ablauf des Unglücks

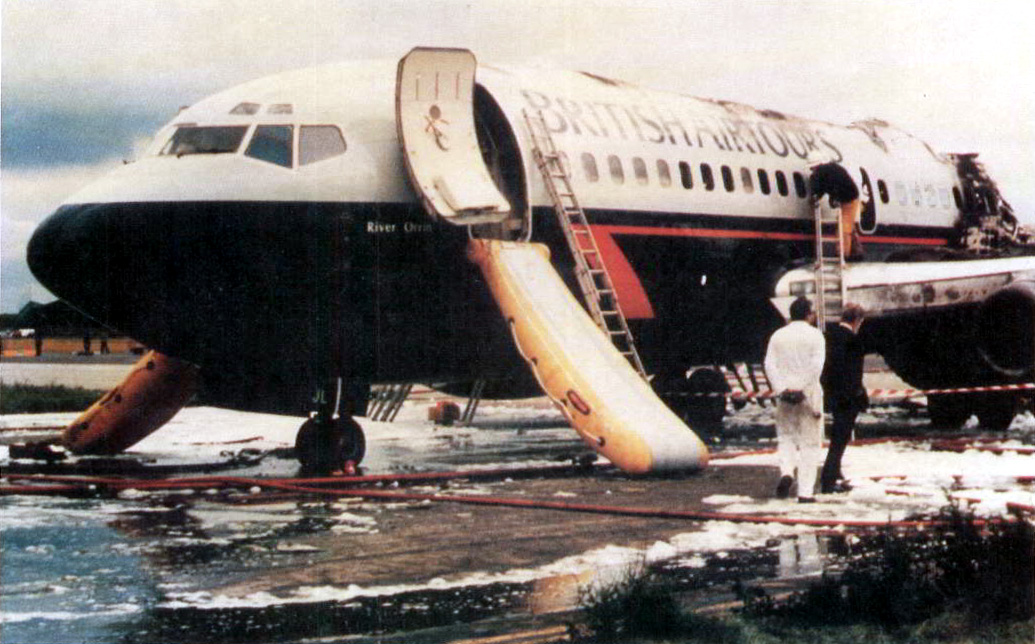
Das ausgebrannte Flugzeugwrack

Planmäßige Abflugzeit für den Flug 28M war 6 Uhr UTC. Während der Startvorbereitungen und dem Anlassen der Triebwerke war nichts Außergewöhnliches von der Crew bemerkt worden. Um 06:08 Uhr rollte die Boeing zur Startbahn 24. Um 06:12 Uhr erfolgte die Startfreigabe durch den Tower. Kapitän Terrington gab Schub und die Maschine begann mit dem Startlauf. Nach wenigen Sekunden, bei einer Geschwindigkeit von ca. 150 km/h, nahmen Terrington und Love einen dumpfen Schlag wahr. Terrington befahl den sofortigen Startabbruch und schaltete die Schubumkehr für beide Triebwerke ein. Er ging von einem geplatzten Reifen oder Vogelschlag aus.
Terrington und Love bemerkten, dass nur das rechte Triebwerk wie vorgesehen arbeitete. Die Leistung des linken Triebwerks sank auf Null. 45 Sekunden nach dem Beginn des Startlaufs informierte Terrington den Tower über den Startabbruch. Gleichzeitig wurde der Feueralarm im Cockpit ausgelöst und Terrington gab dies an den Tower durch. Die Flugverkehrskontrolle bestätigte, dass das Triebwerk in Brand geraten sei. Der Kapitän steuerte das Flugzeug auf die Rollbahn Link „D“ auf der rechten Seite der Startbahn.
Da Terrington auch von einem geplatzten Reifen ausgegangen war, befahl er Love, die Bremsen nicht zu stark zu betätigen (don't hammer the brakes). Dadurch kam die Boeing erst ca. 45 Sekunden nach dem dumpfen Schlag zum Stehen. Die Evakuierung der Passagiere war vorbereitet worden, Kapitän Terrington hatte die Evakuierung über die Steuerbordseite (rechts) angeordnet. Terrington schaltete das rechte Triebwerk aus, Love schaltete die Löschanlage des linken Triebwerks ein.
Terrington konnte vom Cockpit aus das Ausmaß des Brandes auf der linken Seite nicht erkennen. Das Feuer wurde durch den leichten Wind (ca. 4 m/s) angefacht. Er ordnete an, dass Love sich mittels eines Seiles durch das Cockpitfenster in Sicherheit bringen sollte. Terrington folgte Love direkt danach. Die Evakuierung der Passagiere, die das Feuer mittlerweile auch bemerkt hatten, wurde durch die Blockierung der rechten vorderen Tür erschwert. Erst 85 Sekunden nach dem Stopp der Boeing schaffte es der Flugbegleiter, die linke vordere Tür zu öffnen. Der Notausstieg über dem rechten Flügel wurde ca. 45 Sekunden nach Halt der Boeing geöffnet.
Augenzeugen berichteten, dass die hintere rechte Tür geöffnet wurde und dicker schwarzer Rauch aus der Maschine kam. Aus dieser Tür konnte sich keiner der Insassen retten. Insgesamt konnten sich 17 Passagiere durch die linke und 35 durch die rechte Vordertür retten. Weitere 27 Menschen, darunter zwei Kinder, konnten die Maschine über den Notausstieg verlassen. 55 Menschen, davon die zwei Flugbegleiter, die für den hinteren Teil der Maschine zuständig waren, kamen ums Leben. Von den 82 Überlebenden trugen 15 teilweise schwere Verletzungen davon.

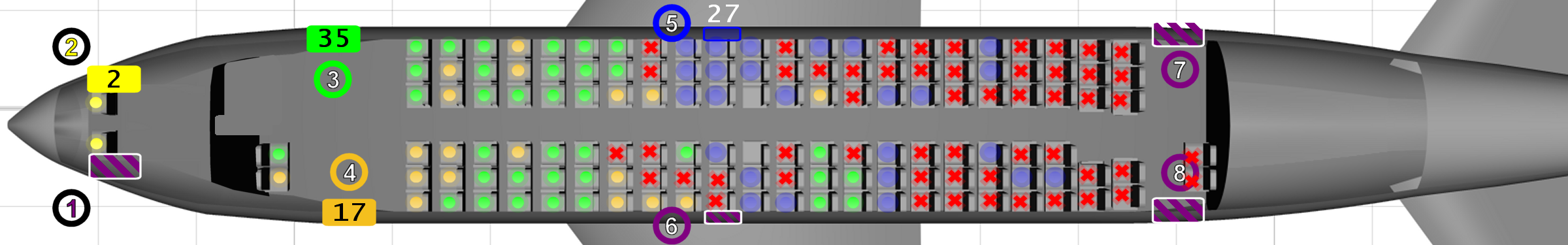
Sitzplatzübersicht der eingesetzten 737. Die Farben zeigen den erreichten Ausgang der Überlebenden an. Rote Kreuze stehen für Todesopfer. Lila gestreifte Ausgänge wurden nicht verwendet.

## Untersuchung
Die britische Ermittlungsbehörde AAIB (Air Accidents Investigation Branch) leitete die Untersuchung des Unfalles.
Die Ermittler fanden heraus, dass das Gehäuse der Brennkammer des linken Triebwerkes durch Überhitzung gerissen war. Die dadurch lockere Brennkammer setzte das Triebwerk in Brand. Das Feuer, das durch den vorherrschenden Wind weiter angefacht wurde, konnte von der Löschanlage des Triebwerks nicht gelöscht werden, und griff nach knapp einer Minute auf die Passagierkabine über.
48 der 55 Opfer starben an Rauchvergiftung, sechs weitere Menschen erlitten tödliche Verbrennungen. Eines der Opfer wurde 33 Minuten nach Halt des Flugzeuges bewusstlos, aber lebend, im vorderen Gang gefunden. Der Mann erlag sechs Tage später seinen schweren Verletzungen.

## Mediale Aufarbeitung
Das Unglück war Thema der ersten Episode der neunten Staffel der kanadischen Dokumentarserie Mayday – Alarm im Cockpit, die in Deutschland unter dem Titel Panik auf dem Rollfeld (OT: Panic on the Runway) ausgestrahlt wurde.